# GE U28C形ディーゼル機関車
GE U28Cは、1965年12月から1966年12月の間にゼネラル・エレクトリック(GE)が製造した6動軸の電気式ディーゼル機関車である。一連の設計コンセプトはU25Cと同様であり、同機をベースに出力の2,800馬力への向上がなされている。

## バリエーション
従前、GEは直流発電機と直流モーターを用いていたが、1966年5月、U28Bに交流発電機と整流器を搭載して試験を実施し、その結果を得て後期に製造されたU28Cは交流発電機を搭載した。
その後期形は、台車の形式が変更され、釣合梁式のnote6形台車からGM-EMDのフレキシコイル台車に似たペデスタル式(軸箱守式)のFB3形台車に変更された。なお、この台車にもいくつかのバリエーションがある。
派生形式として旅客列車牽引用に蒸気発生装置を搭載したU28CGがあり、アッチソン・トピカ・アンド・サンタフェ鉄道(ATSF)に納入された。

## 新製時の所有者
| 鉄道運営会社                                 | 両数       | ロードナンバー |
| -------------------------------------------- | ---------- | -------------- |
| アッチソン・トピカ・アンド・サンタフェ鉄道   | 10 (U28CG) | 350–359        |
| シカゴ・バーリントン・アンド・クインシー鉄道 | 16         | 562–577        |
| ルイビル・アンド・ナッシュビル鉄道           | 8          | 1526–1533      |
| ノーザン・パシフィック鉄道                   | 12         | 2800–2811      |
| ペンシルバニア鉄道                           | 15         | 6520–6534      |
| サザン・パシフィック鉄道                     | 10         | 7150–7159      |
| ユニオン・パシフィック鉄道                   | 10         | 2800–2809      |